# حكم (ملاكمة)

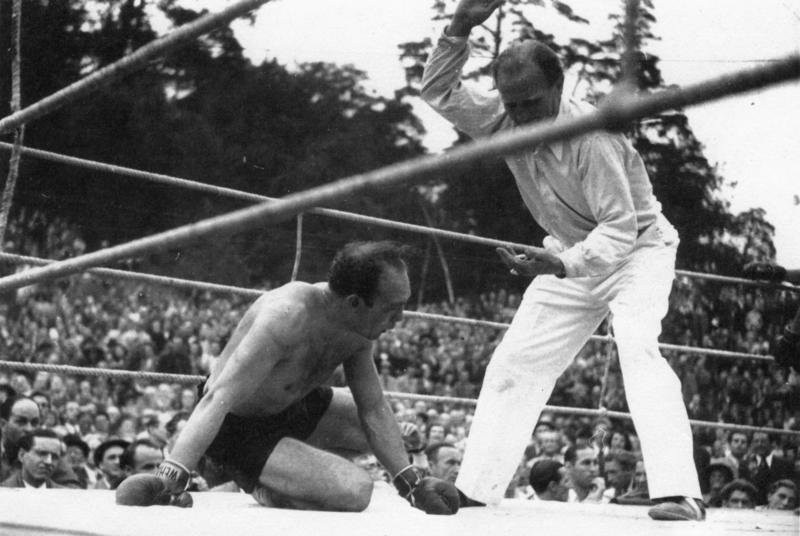
حكم ملاكمة يعد لملاكم

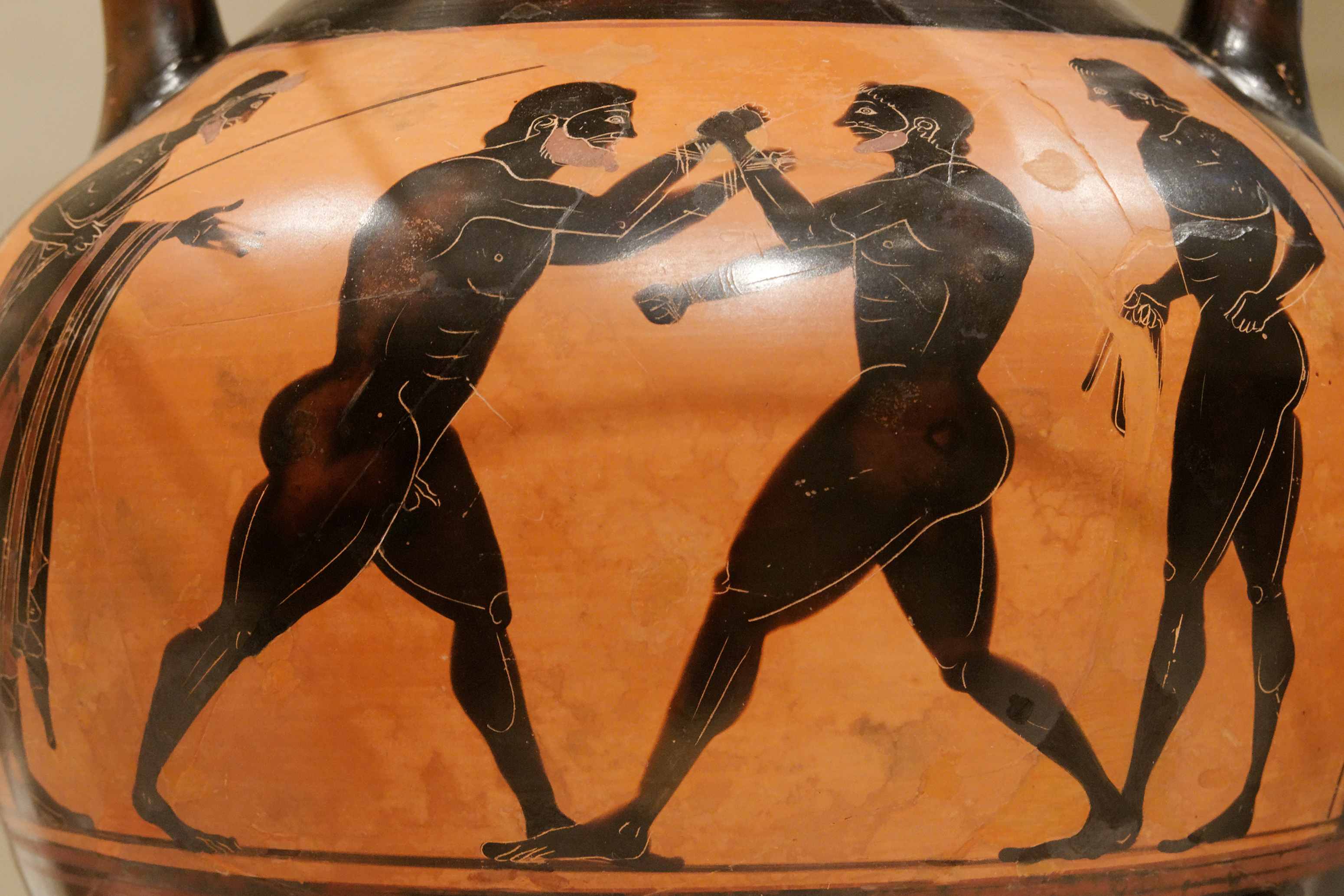
نزال ملاكمة قديمة تحت إشراف الحكم (يسار)

الحكم في الملاكمة هو الشخص المكلف بفرض قواعد تلك الرياضة أثناء المباراة.